# هاري شورت
هاري شورت هو سياسي كندي، ولد في 1 سبتمبر 1864 في كندا، وتوفي في 15 أبريل 1937. حزبياً، نشط في حزب كندا المحافظ. وقد انتخب عضو مجلس العموم الكندي.